# Catarina Ebba Horn af Åminne

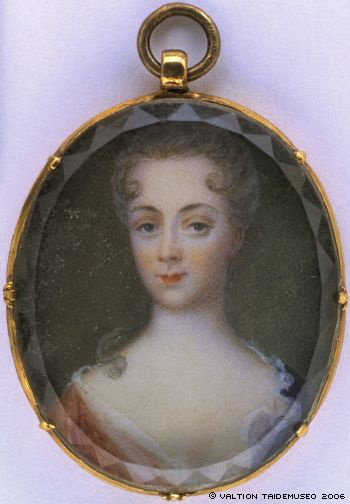
Catarina Ebba Horn af Åminne

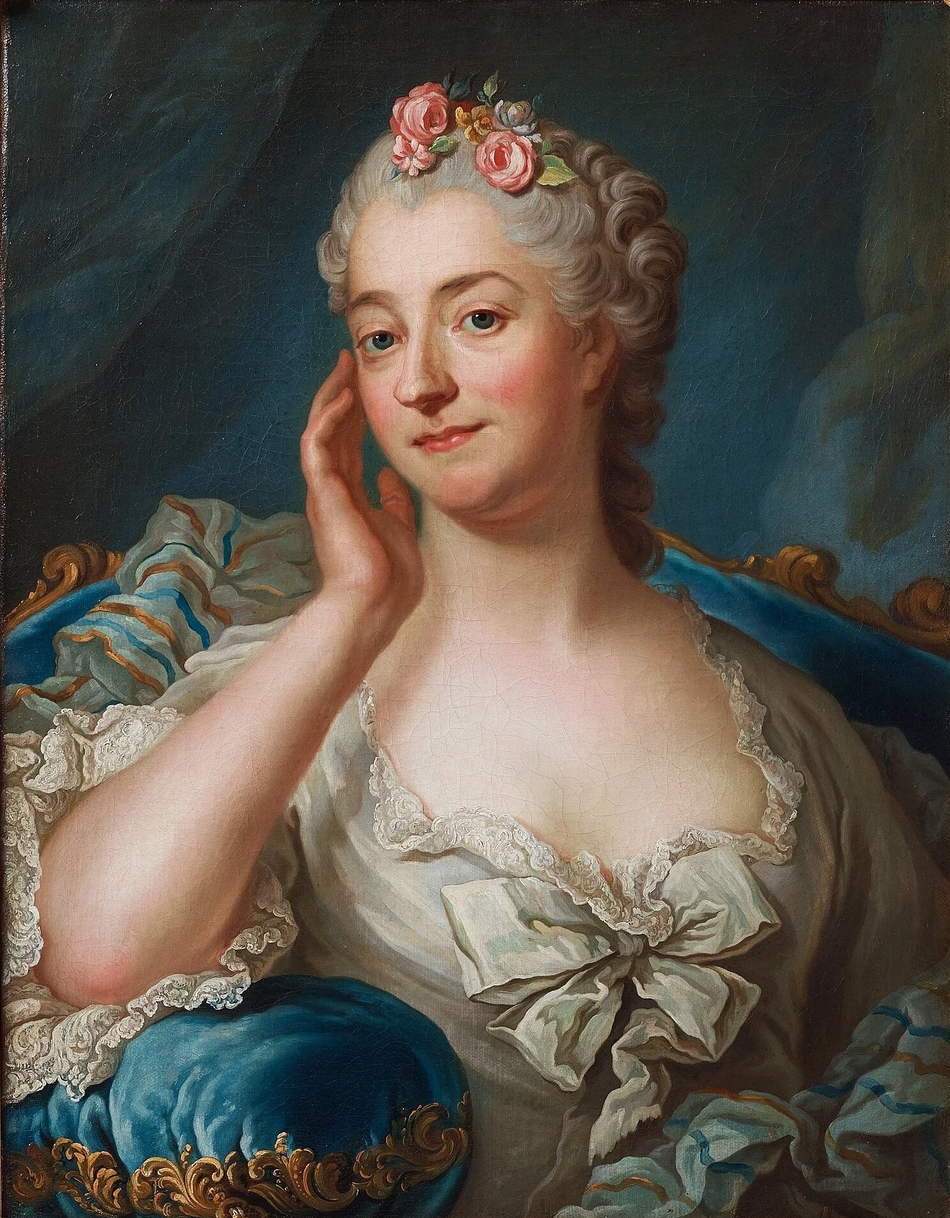
Jakob Björck - Katarina Ebba Barck née Horn af Åminne

Catarina Ebba Horn af Åminne, eller Catharina Ebba, född 27 maj 1720, död 12 september 1781 på Jakobsberg, Uppland, var en svensk friherrinna, senare gift grevinna, även riksgrevinna och mätress till Sveriges kung Fredrik I mellan 1745 och 1748. Hon bedöms inte ha utövat något inflytande över politiken, men hade ett brett kontaktnät och kunde understödja olika skyddslingars karriärer med hjälp av sin ställning. Hon fick som mätress titeln romersk riksgrevinna. 

## Biografi

### Bakgrund

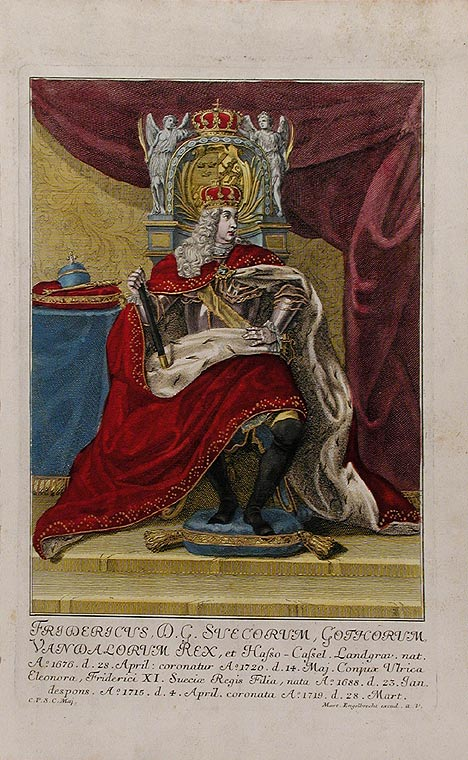
Fredrik I, gravyr av Martin Engelbrecht, omkring år 1745. Året därefter, 1746, upphöjdes Catarina Ebba Horn av Fredrik I till romersk riksgrevinna.

Catarina Ebba Horn af Åminne var dotter till överste friherre Krister Horn och friherrinna Anna Regina Sjöblad, syster till Fredric Horn af Åminne och Gustaf Adolf Horn af Åminne. Hon efterträdde år 1745 Hedvig Taube som Fredrik I:s älskarinna mot löfte om apanage och ett slags erkännande, efter franskt mönster, som officiell kunglig mätress.
Efter Hedvig Taubes död 1744 letade man vid hovet efter en ersättare. Vid en fest i januari 1745 presenterades Fredrik för flera tänkbara kandidater, bland dem Beata Christiernin, en protegé till Tersmeden, som han en tid installerade i hemlighet i Hedvig Taubes före detta bostad, men som ska ha fått honom att tröttna på grund av hennes ständiga klagomål. Han hade därefter en förbindelse med Brita Sofia Psilanderhielm (1725-1788), vars far Peter Psilanderhielm befordrades till hovintendent, och försökte också förgäves uppvakta Maria Lovisa von Saltza, vars far Jakob Ludvig von Saltza sände henne till Danmark för att undvika Fredriks planer. Inga av dess förbindelser skulle komma att bli så varaktiga som den med Catarina Ebba Horn af Åminne. 
Horn, som fortfarande var ogift vid tjugofem års ålder och beskrevs som en ståtlig och storväxt blondin, rekommenderades av Fredrik I:s vän Erland Broman, som var känd för att leta upp sexpartners till monarken, och förslaget understöddes av henne mor, som beskrevs som intrigant. Hennes mor upprättade innan förbindelsen ingicks ett kontrakt med ekonomiska villkor för henne och hennes familj, och löftet att han skulle "älska henne livet ut". Hennes mor hade ställt en lång rad villkor för att acceptera förbindelsen: bland annat begärde hon en vigsel, eller åtminstone ett offentligt förhållande där Horn placerades före alla andra kvinnor vid hovet i rang. Detta krav uppgavs efter ett uttalande av kronprinsessan Lovisa Ulrika, som förklarade att Horn inte skulle bli emottagen vid hovet om hon öppet skulle presenteras som mätress. Horn kom till Stockholm tillsammans med sin mor hösten 1745, och välkomnades högtidligt av kungen och tre riksråd. Hon bosatte sig i det palats på Riddarholmen som hade bebotts av hennes företrädare Hedvig Taube.
År 1746 utverkade Fredrik I att hon blev upphöjd till romersk riksgrevinna: hon kallade sig grevinnan Horn. Hon blev känd för sina ekonomiska omkostnader. Förbindelsen, som inte blev av politisk betydelse eftersom hon inte utövade något större inflytande på monarken, upplöstes efter tre år.

### Mätress
Carl Johan Aminoff, vars karriär hon understödde eftersom hon lärt känna dennes far sedan hans tid som page vid hovet, beskrev henne som innehavare av en inflytelserik maktposition och som: "... den förnämsta i Riket, hos de Stora konde uträtta hvad Hon Ville". Han beskrev också hur hon presenterade honom för sitt kontaktnät: 
"Franska amba[ssa]deuren, Till Ricks Råderne Fersen och Hamilton, Samt Sidst Til Generalen Baron Landtigshausen. För alla desse Herrar blev iag Presenterad, och hvilka Hon Förmådde at Skriva, och Rekomendera mig hos Sina Vänner i Frankriket".
Initialt tillmättes hon stor politisk betydelse. Fredrik I tröttnade dock snart på henne: hon talade inte franska, dålig tyska och kunde inte underhålla honom och muntra upp honom. Hennes och hennes mors sympatier för mössornas parti gjorde att hattpartiet hösten 1747 försökte avsätta henne genom att presentera en sympatisör för hattpartiet, en medlem av släkten Ribbing, som eventuell mätresskandidat: detta misslyckades dock eftersom fröken Ribbing själv vägrade gå med på planen. Catarina Ebba Horn själv upprördes över monarkens otrohet, och kom även i konflikt med kungen om det arroganta uppträdande hon utsattes för av Lovisa Ulrika, något Fredrik I inte ville lägga sig i. Efter långa förhandlingar gick hon slutligen med på att lämna palatset och sin ställning som officiell mätress hösten 1748 och flytta till ett annat hus, efter att ha fått motta en stor förmögenhet. Hon behöll ett brev, skrivet av Fredrik I, där han givit henne löftet att älska henne för evigt. Detta brev visade hon upp för Lovisa Ulrika och behöll trots att Fredrik I flera gånger bad att få det tillbaka.

### Senare liv
Catarina Ebba Horn var Fredrik I:s sista mätress, han avled i mars 1751, och sedermera, år 1762, gifte hon sig med riksrådet greve Ulrik Barck, som ska ha uppvaktat henne redan innan hon blev kungens mätress.
Greve Ulrik Barck och Catarina Ebba Horn bodde en tid på Jakosbergs gård i Järfälla. 1768 hade greve Ulrik Barck köpt Jakobsbergs gård av Göran Adlerberg. Ulrik Barck avled i december 1772 och Catarina Ebba Horn blev änka. Därefter både ägde och bebodde hon Jakobsberg tills hon avled i september 1781. Hennes syskon sålde året därpå Jakobsberg, som sedan ofta växlade ägare, bland annat var kammarrådet Gustaf von Stockenström ägare till gården.

## Gravplats
Catarina Ebba Horn af Åminne ligger begraven på Järfälla kyrkogård omedelbart öster om kyrkans kor. På den enkla gräsbevuxna kullen står en sten med en krona och inskriptionen: "Under denna Stenen Wilar Riksrådinnan och Riksgrewinnan Catrin. Ebba Horn född D. 27. Maii 1720, död D. 12 Sept. 1781."

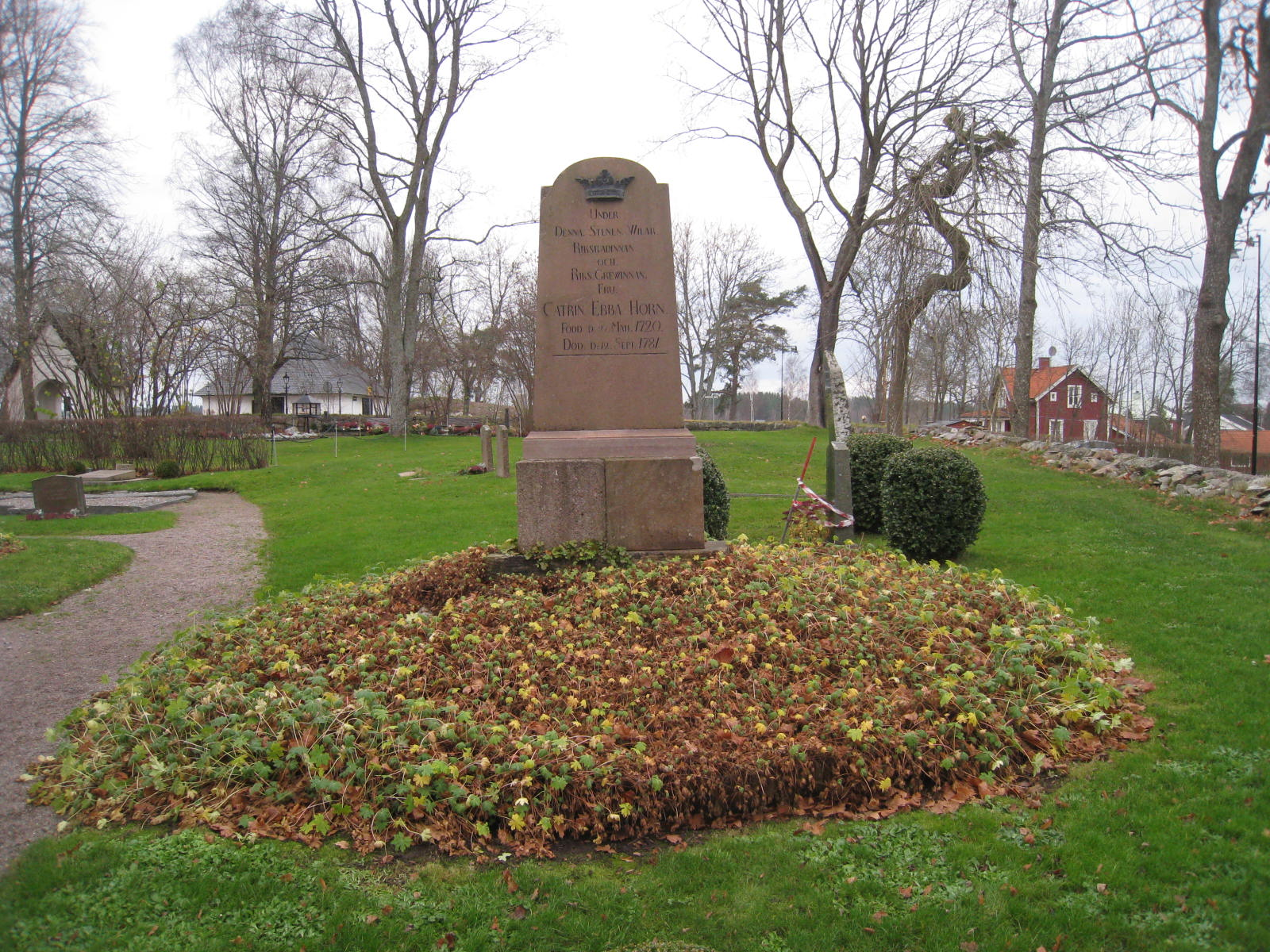
Catarina Ebba Horn af Åminne, gravvård på Järfälla kyrkogård med den gräsbevuxna kullen.
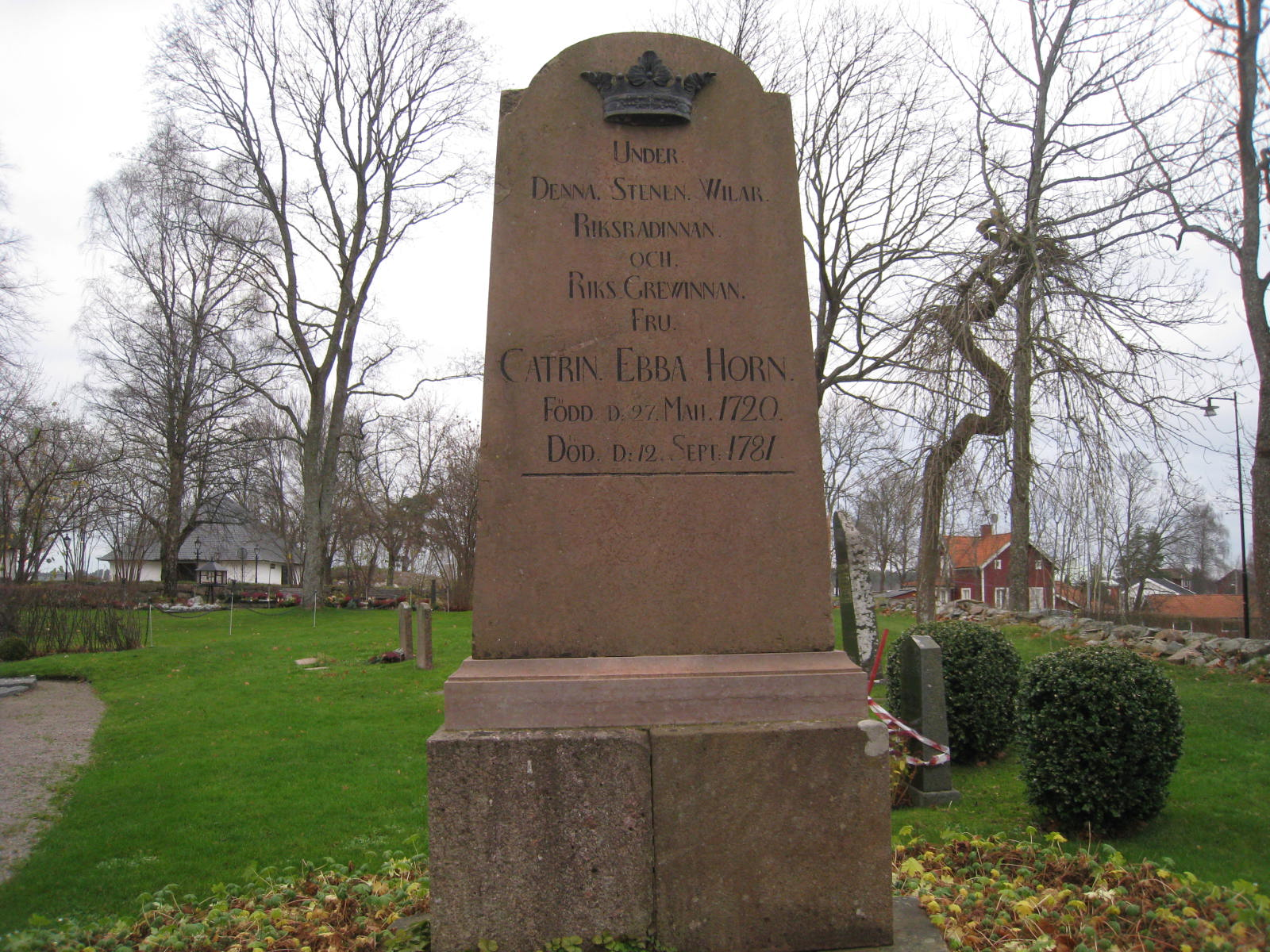
Catarina Ebba Horn af Åminne, gravvård på Järfälla kyrkogård, närbild.
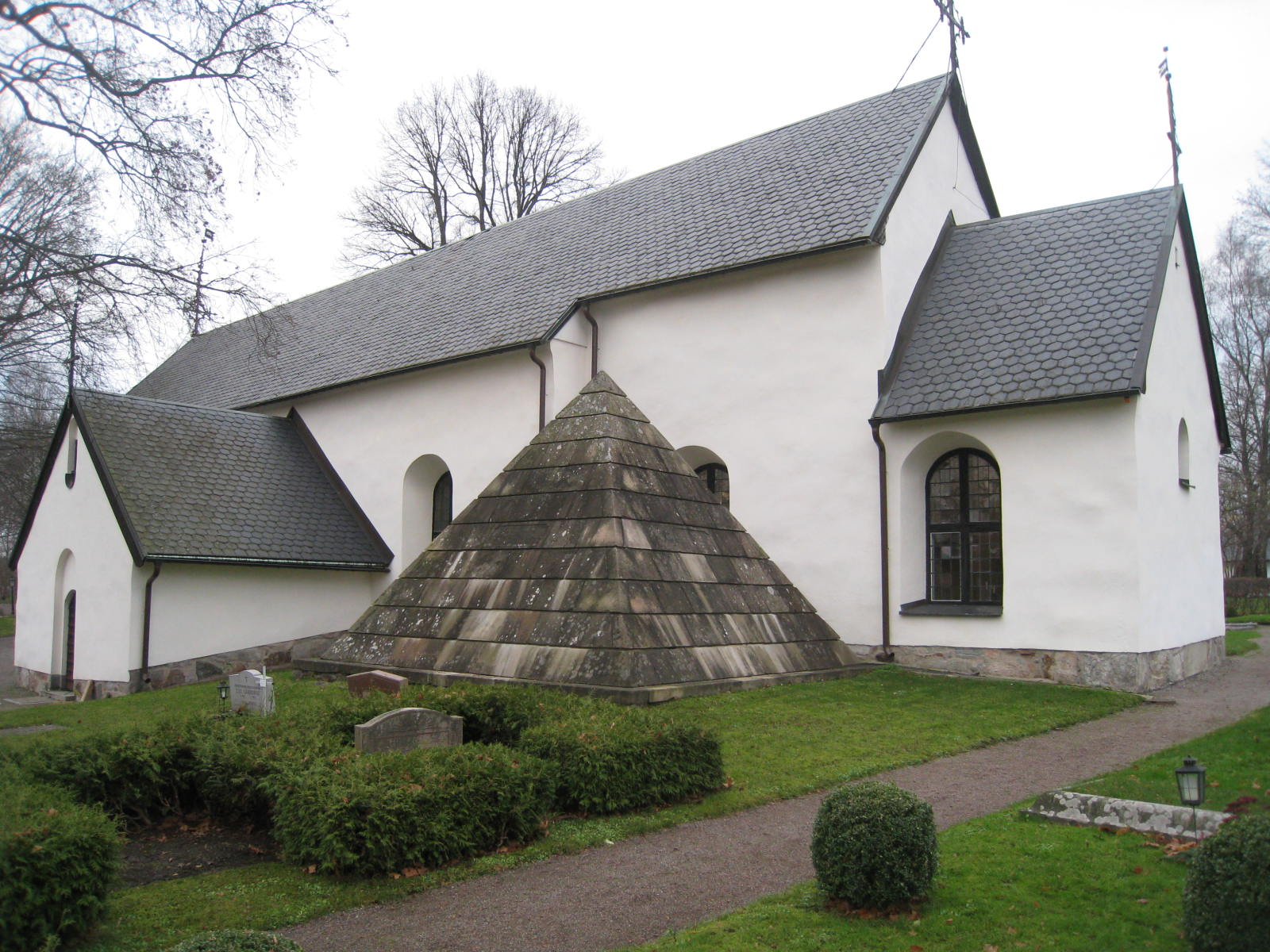
Adlerbergska gravkoret vid Järfälla kyrka.

## Källor

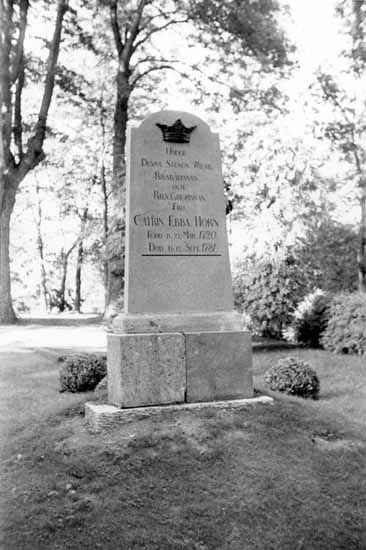
Gravvården för Catarina Ebba Horn af Åminne på Järfälla kyrkogård. Foto från 1960-talet.